# Griggsville (Illinois)
Griggsville je grad u američkoj saveznoj državi Ilinois. Prema popisu stanovništva iz 2010. u njemu je živjelo 1.226 stanovnika.